# Абришкіно
Абри́шкіно (рос. Абрышкино) — село у складі Грачовського району Оренбурзької області, Росія.

## Населення
Населення — 118 осіб (2010; 156 у 2002).
Національний склад (станом на 2002 рік):
- росіяни — 90 %